# Grand Prix Brazylii 1993
Grand Prix Brazylii 1993 (oryg. Grande Prêmio do Brasil) – druga runda Mistrzostw Świata Formuły 1 w sezonie 1993, która odbyła się 28 marca 1993, po raz 11. na torze Interlagos.
22. Grand Prix Brazylii, 21. zaliczane do Mistrzostw Świata Formuły 1.

## Wyniki

### Kwalifikacje
| P                       | Nr | Kierowca             | Konstruktor(-silnik)  | Opony | Czas     | Odstęp   | Strata   |
| ----------------------- | -- | -------------------- | --------------------- | ----- | -------- | -------- | -------- |
| 1                       | 2  | Alain Prost          | Williams-Renault      | G     | 1:15.866 | -        | -        |
| 2                       | 0  | Damon Hill           | Williams-Renault      | G     | 1:16.859 | 0:00.993 | 0:00.993 |
| 3                       | 8  | Ayrton Senna         | McLaren-Ford          | G     | 1:17.697 | 0:00.838 | 0:01.831 |
| 4                       | 5  | Michael Schumacher   | Benetton-Ford         | G     | 1:17.821 | 0:00.124 | 0:01.955 |
| 5                       | 7  | Michael Andretti     | McLaren-Ford          | G     | 1:18.635 | 0:00.814 | 0:02.769 |
| 6                       | 6  | Riccardo Patrese     | Benetton-Ford         | G     | 1:19.049 | 0:00.414 | 0:03.183 |
| 7                       | 30 | JJ Lehto             | Sauber-Ilmor          | G     | 1:19.207 | 0:00.158 | 0:03.341 |
| 8                       | 29 | Karl Wendlinger      | Sauber-Ilmor          | G     | 1:19.230 | 0:00.023 | 0:03.364 |
| 9                       | 27 | Jean Alesi           | Ferrari               | G     | 1:19.260 | 0:00.030 | 0:03.394 |
| 10                      | 26 | Mark Blundell        | Ligier-Renault        | G     | 1:19.296 | 0:00.036 | 0:03.430 |
| 11                      | 19 | Philippe Alliot      | Larrousse-Lamborghini | G     | 1:19.340 | 0:00.044 | 0:03.474 |
| 12                      | 12 | Johnny Herbert       | Lotus-Ford            | G     | 1:19.435 | 0:00.095 | 0:03.569 |
| 13                      | 28 | Gerhard Berger       | Ferrari               | G     | 1:19.561 | 0:00.126 | 0:03.695 |
| 14                      | 14 | Rubens Barrichello   | Jordan-Hart           | G     | 1:19.593 | 0:00.032 | 0:03.727 |
| 15                      | 11 | Alessandro Zanardi   | Lotus-Ford            | G     | 1:19.804 | 0:00.211 | 0:03.938 |
| 16                      | 25 | Martin Brundle       | Ligier-Renault        | G     | 1:19.835 | 0:00.031 | 0:03.969 |
| 17                      | 20 | Érik Comas           | Larrousse-Lamborghini | G     | 1:19.868 | 0:00.033 | 0:04.002 |
| 18                      | 9  | Derek Warwick        | Footwork-Mugen-Honda  | G     | 1:20.064 | 0:00.196 | 0:04.198 |
| 19                      | 10 | Aguri Suzuki         | Footwork-Mugen-Honda  | G     | 1:20.232 | 0:00.168 | 0:04.366 |
| 20                      | 23 | Christian Fittipaldi | Minardi-Ford          | G     | 1:20.716 | 0:00.484 | 0:04.850 |
| 21                      | 22 | Luca Badoer          | Lola-Ferrari          | G     | 1:20.908 | 0:00.192 | 0:05.042 |
| 22                      | 3  | Ukyō Katayama        | Tyrrell-Yamaha        | G     | 1:20.991 | 0:00.083 | 0:05.125 |
| 23                      | 4  | Andrea de Cesaris    | Tyrrell-Yamaha        | G     | 1:21.224 | 0:00.233 | 0:05.358 |
| 24                      | 24 | Fabrizio Barbazza    | Minardi-Ford          | G     | 1:21.228 | 0:00.004 | 0:05.362 |
| 25                      | 21 | Michele Alboreto     | Lola-Ferrari          | G     | 1:21.752 | 0:00.524 | 0:05.886 |
| Nie zakwalifikowali się |    |                      |                       |       |          |          |          |
|                         | 15 | Ivan Capelli         | Jordan-Hart           | G     | 1:21.789 | 0:00.037 | 0:05.923 |
| P                       | Nr | Kierowca             | Konstruktor(-silnik)  | Opony | Czas     | Odstęp   | Strata   |

### Wyścig
| Pos | No | Kierowca             | Konstruktor           | Okrążeń | Czas/powód NU    | Poz. Start. | Punktów |
| --- | -- | -------------------- | --------------------- | ------- | ---------------- | ----------- | ------- |
| 1   | 8  | Ayrton Senna         | McLaren-Ford          | 71      | 1:51:15.485      | 3           | 10      |
| 2   | 0  | Damon Hill           | Williams-Renault      | 71      | +16.625          | 2           | 6       |
| 3   | 5  | Michael Schumacher   | Benetton-Ford         | 71      | +45.436          | 4           | 4       |
| 4   | 12 | Johnny Herbert       | Lotus-Ford            | 71      | +46.557          | 12          | 3       |
| 5   | 26 | Mark Blundell        | Ligier-Renault        | 71      | +52.127          | 10          | 2       |
| 6   | 11 | Alessandro Zanardi   | Lotus-Ford            | 70      | +1 okrążenie     | 15          | 1       |
| 7   | 19 | Philippe Alliot      | Larrousse-Lamborghini | 70      | +1 okrążenie     | 11          |         |
| 8   | 27 | Jean Alesi           | Ferrari               | 70      | +1 okrążenie     | 9           |         |
| 9   | 9  | Derek Warwick        | Footwork-Mugen-Honda  | 69      | +2 Okrążeń       | 18          |         |
| 10  | 20 | Érik Comas           | Larrousse-Lamborghini | 69      | +2 Okrążeń       | 17          |         |
| 11  | 21 | Michele Alboreto     | Lola-Ferrari          | 68      | +3 Okrążeń       | 25          |         |
| 12  | 22 | Luca Badoer          | Lola-Ferrari          | 68      | +3 Okrążeń       | 21          |         |
| NU  | 29 | Karl Wendlinger      | Sauber                | 61      | Silnik           | 8           |         |
| NU  | 30 | Jyrki Järvilehto     | Sauber                | 52      | Elektryka        | 7           |         |
| NU  | 4  | Andrea de Cesaris    | Tyrrell-Yamaha        | 48      | Probl. z paliwem | 23          |         |
| NU  | 2  | Alain Prost          | Williams-Renault      | 29      | Kolizja          | 1           |         |
| NU  | 23 | Christian Fittipaldi | Minardi-Ford          | 28      | Kolizja          | 20          |         |
| NU  | 10 | Aguri Suzuki         | Footwork-Mugen-Honda  | 27      | Wypadł z toru    | 19          |         |
| NU  | 3  | Ukyō Katayama        | Tyrrell-Yamaha        | 26      | Wypadł z toru    | 22          |         |
| NU  | 14 | Rubens Barrichello   | Jordan-Hart           | 13      | Skrz. biegów     | 14          |         |
| NU  | 6  | Riccardo Patrese     | Benetton-Ford         | 3       | Zawieszenie      | 6           |         |
| NU  | 7  | Michael Andretti     | McLaren-Ford          | 0       | Kolizja          | 5           |         |
| NU  | 28 | Gerhard Berger       | Ferrari               | 0       | Kolizja          | 13          |         |
| NU  | 25 | Martin Brundle       | Ligier-Renault        | 0       | Kolizja          | 16          |         |
| NU  | 24 | Fabrizio Barbazza    | Minardi-Ford          | 0       | Kolizja          | 24          |         |